# Target Field
Le Target Field est un stade de baseball situé à Minneapolis, dans le Minnesota.
Depuis 2010, c'est le domicile des Twins du Minnesota qui évoluent en Ligue majeure de baseball. Sa capacité est de 38 544 places avec 54 suites de luxe, 12 Party Suites et 3 000 sièges de club.

## Événements
- Match des étoiles de la Ligue majeure de baseball 2014, 15 juillet 2014
- Classique Hivernale de la ligue nationale de Hockey, saison 2021-2022, entre le Minnesota Wild et les Blues de Saint Louis (1er Janvier 2022)

## Dimensions
- Left Field - 339 pieds (103 mètres)
- Left-Center - 377 pieds (115 mètres)
- Center Field - 404 pieds (123 mètres)
- Right-Center - 365 pieds (111 mètres)
- Right Field - 328 pieds (100 mètres)

## Galerie

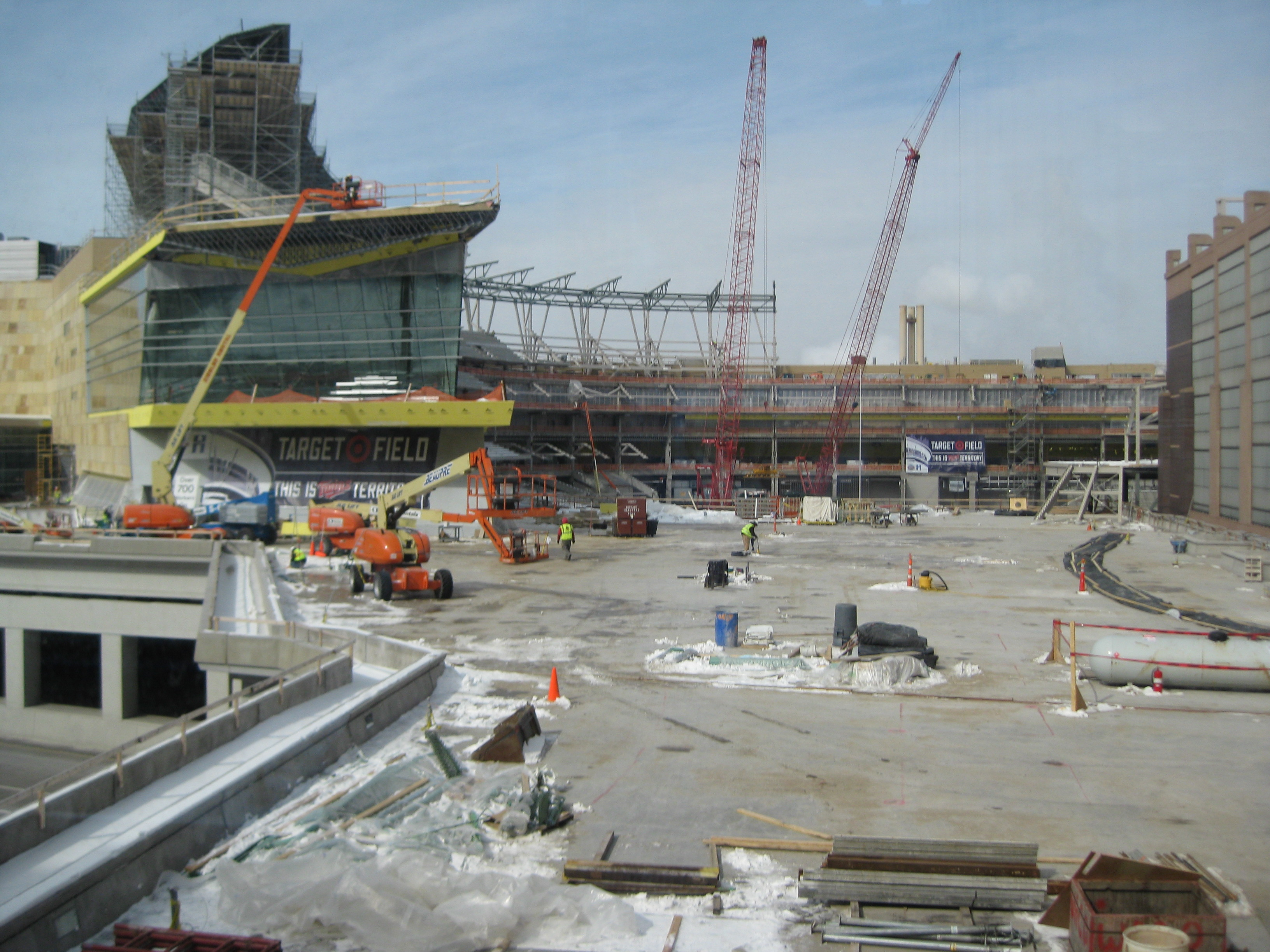
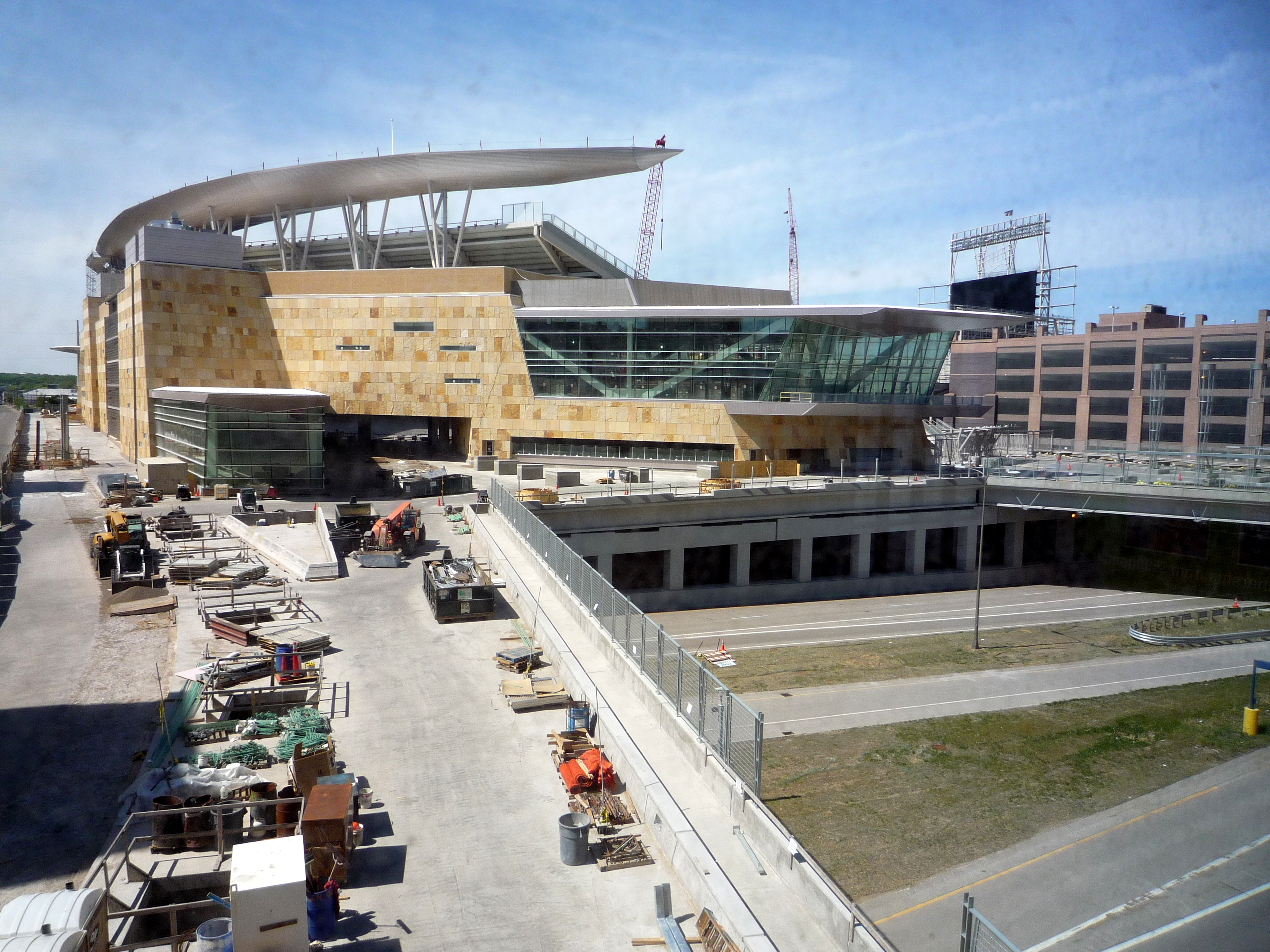
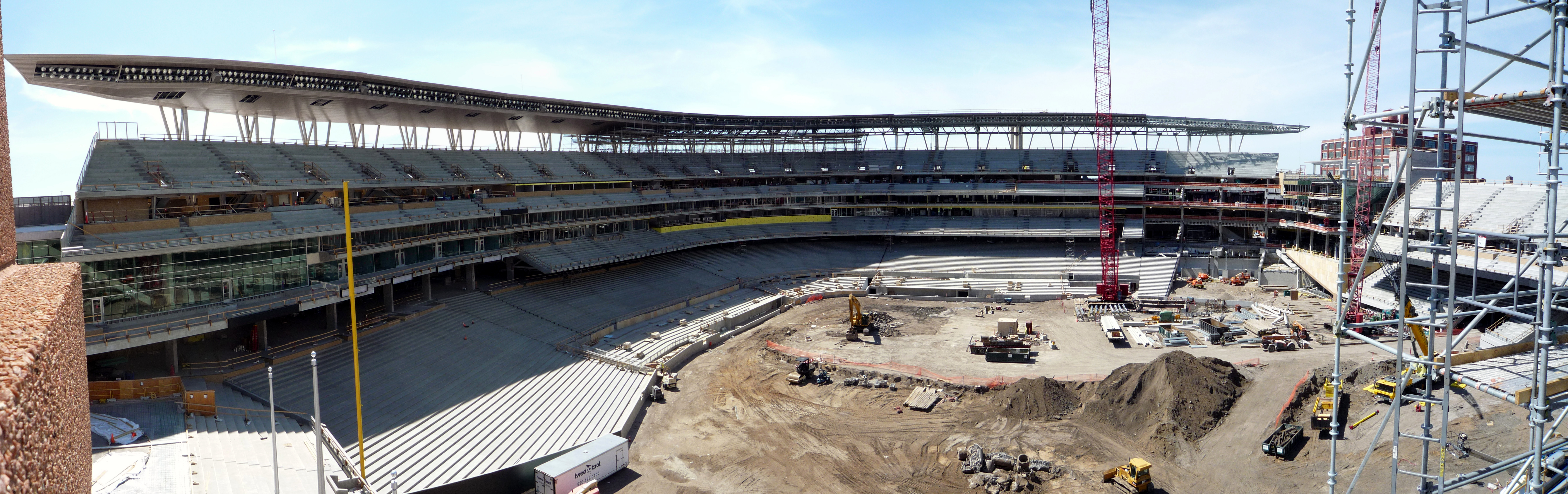
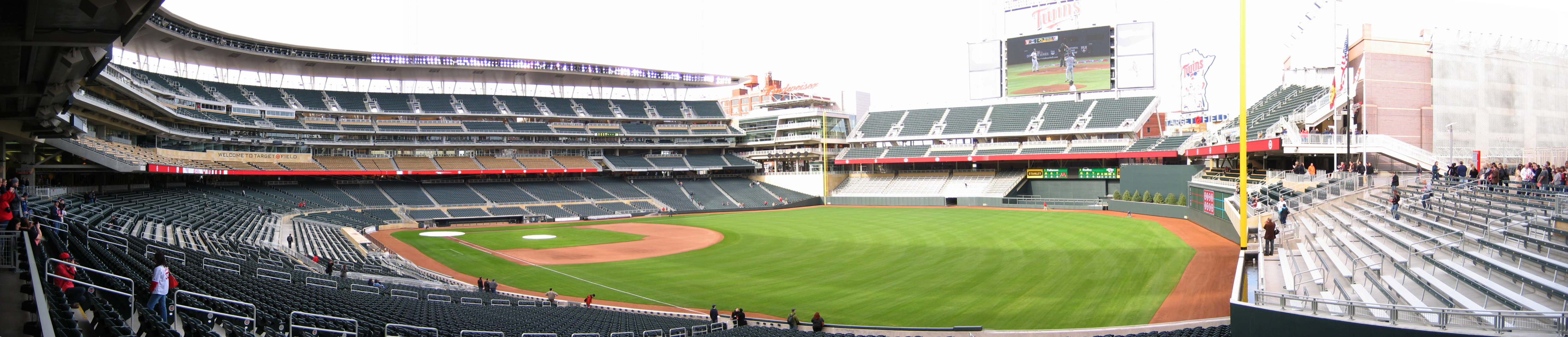
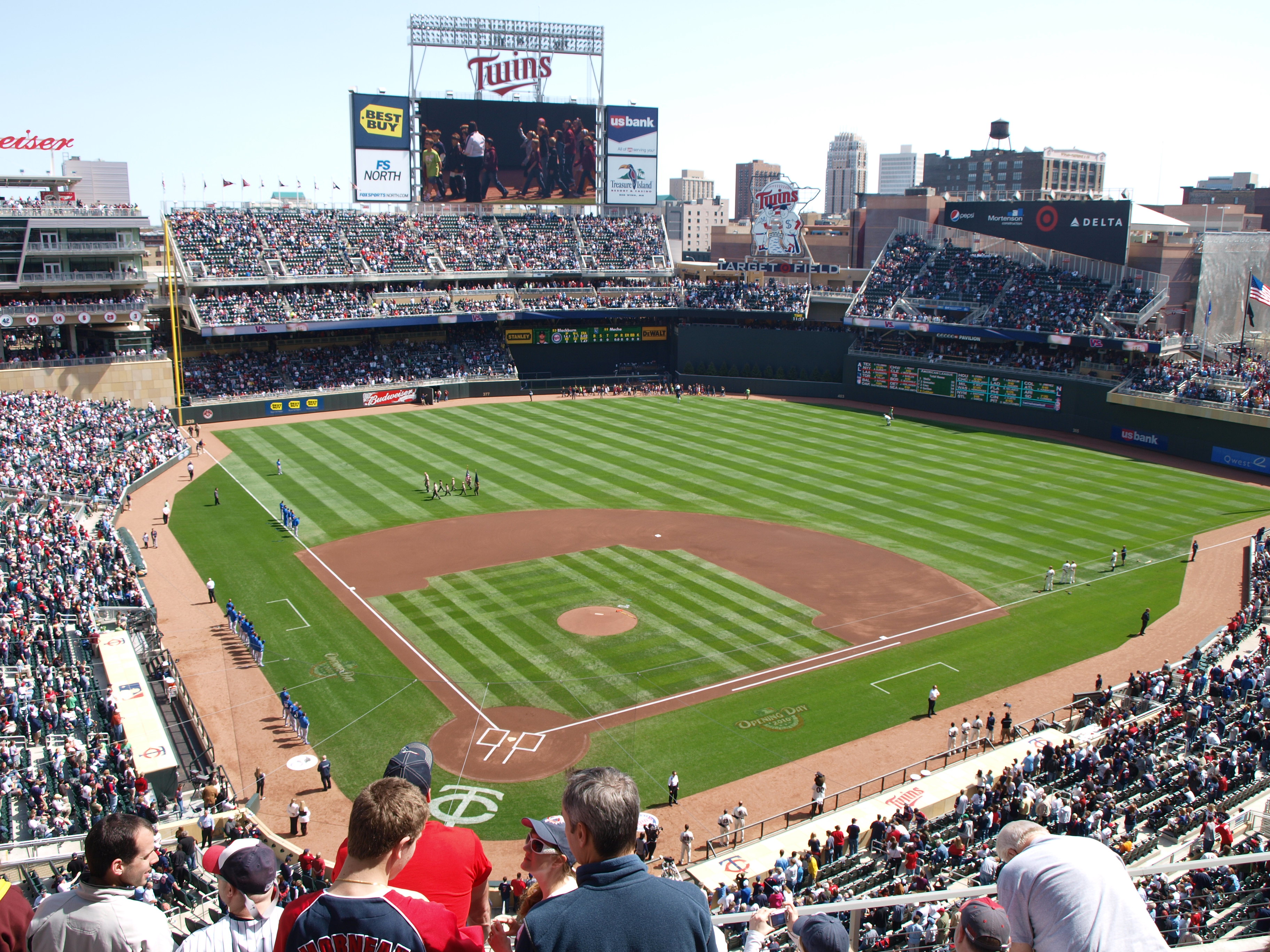
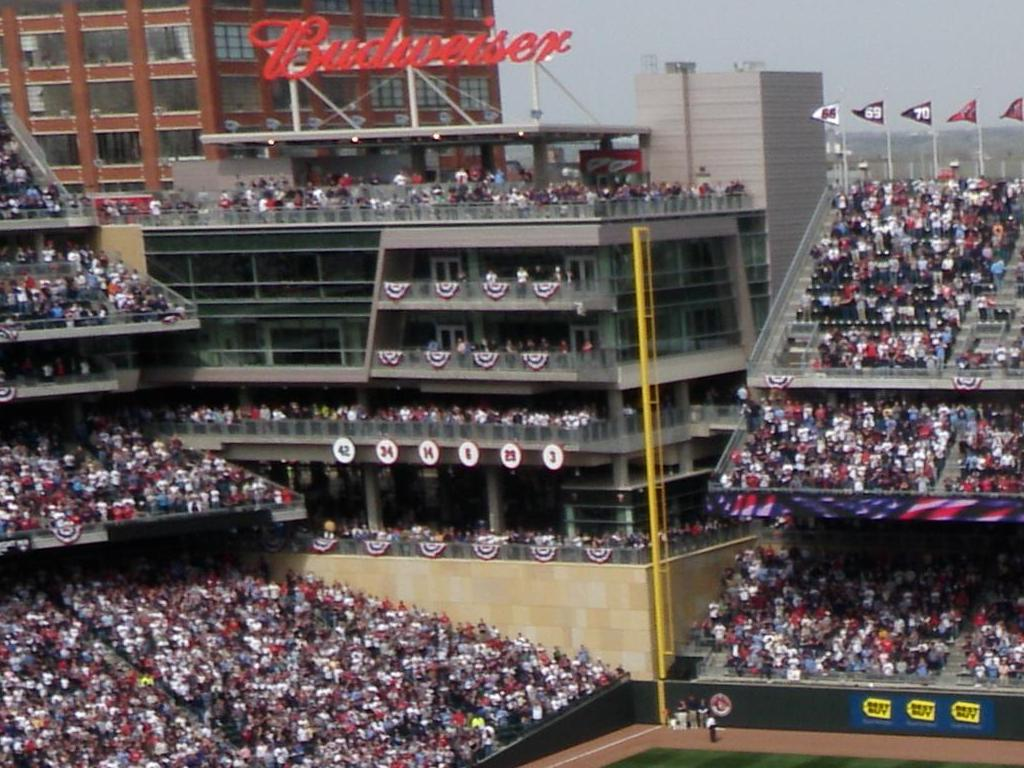